# 大村渓
大村 渓（おおむら けい、1972年1月20日 - ）。東京都出身。当時の所属事務所はレモングラス。日本人らしからぬワイルドな風貌に、スリーサイズB85cm、W58cm、H88cmというスタイルに加え、中学時代に新体操をしていたという快活さと生田流箏曲教授であり、茶道などを嗜む雅さをもつ。主にVシネマ作品で活躍した。『渓 未奈子』という芸名でもTVドラマなどに出演している。
現在2児の母。子育てが一段落するのを機に、2013年より芸能活動を再開。
現在は主にモデル、MC、講師、役者として活動中。
また日本伝統芸能の普及に向け大村歌貴渓として箏曲の指導も行う。THE ALFEEの高見沢俊彦とビールが大好きである。

## CM
- ボタニカルエアカラーフォーム（株）フューチャーラボ（2022/1〜）
- ほけん選科（2015〜16）
- パーフェクトワン（2015）

## 主な出演作品
- TV朝日 土曜ワイド劇場「おばはん刑事！流石姫子３」
- よみうりテレビ連続ドラマ「永遠の仔」第一話ゲスト
- TV朝日スペシャルドラマ「砦なき者」ゲスト
- TV東京 女と愛とミステリー 監察医・篠宮葉月 死体は語る4 - 寺田明子役

### オリジナルビデオ
- のぞき屋稼業6（1995年）
- 濡れ事師2（1996年）
- 女釣り（1996年）
- 風俗の鉄人（1996年）
- 投稿写真白書 見せたがる女、撮りたがる男（1996年）
- 聖母のララバイ（1997年）- 主演
- SMスナイパー 美人受付嬢の調教（1997年）- 主演
- ザ・代紋（2001年）
- ザ・代紋2（2002年）
- 下着訪問販売の女2（2000年）- 主演（渓未奈子）

### 映画
- 風の音を聴きたい(1998年)
- 死神パラダイス(1999年)
- 喰女～クイメ～(2014年)
- 民暴(2016年)

### 舞台
- ふるさとは遠くにありて（1999年）
- 宇宙日和（1999年）
- 秋宵～遠い日の宴～（2016年）

## 書籍
写真集
- BLUE BiGi（1996年10月、コスミックインターナショナル）ISBN 4885327032